# Luige
Luige är även en by i Põltsamaa kommun och i landskapet Jõgevamaa.
Luige är en småköping i norra Estland. Den ligger i Kiili kommun och i landskapet Harjumaa. Antalet invånare var 1 280 år 2011.
Luige ligger 46 meter över havet och terrängen runt orten är mycket platt. Runt Luige är det ganska glesbefolkat, med 25 invånare per kvadratkilometer. Närmaste större samhälle är Tallinn, 11 km norr om Luige. Omgivningarna runt Luige är en mosaik av jordbruksmark och naturlig växtlighet. Orten ligger där riksväg 11 och riksväg 15 möts, strax öster om sjöarna Raku järv och Männiku järv samt våtmarken Männiku raba. Norrut ligger småköpingen Kangru och åt syd till sydöst är byarna Sausti och Vaela samt centralorten Kiili belägna. 